# Смоляк Олександр Олексійович
Олександр Сергійович Смоляк (народився 27 червня 1938 в селі Займище Щорського, нині Сновського району Чернігівської області — помер 16 жовтня 2016) — український письменник, публіцист, довший час жив і творив на Івано-Франківщині. Лауреат літературних премій.

## Життєпис
Закінчив середню школу в місті Сновськ. Місцем служби в армії стало Прикарпаття. З 1967 року — мешканець Івано-Франківська.
Заочно закінчив Літературний інститут імені Горького в Москві.
Член Національної спілки письменників України з 1983 року.

## Творчість
Прозаїк. Автор книжок:
- «Ноша» (оповідання, повість, видавництво «Карпати», 1981),
- «Брат з братом» (повість, оповідання, видавництво «Радянський письменник», 1988).
- «У часи не-Батиєві» — оповідання, спогади. Коломия, Вік, 2004, 166 с.
- «Займище: Історія села від найдавніших і до наших днів» — літературний запис. Займище, 2004, 92 с.
- «Річка снів і яви» — роман-хроніка «На земній дорозі» й об'єднані назвою «Річка снів і яви» новели, нариси, замальовки. Коломия, «Вік». 2008.

Друкувався в журналах «Дніпро», «Вітчизна», «Перевал», «Сіверянський літопис», альманахах і колективних збірниках «Жито на камені» (1996), «Від Карпат до Опілля» (2001), «Під Франковою зорею» (2006), «Літературне Прикарпаття» (2013), «Рай-хата» (2016) та ін.

## Відзнаки
Лауреат премій:
- Івано-Франківської міської премії імені Івана Франка в номінації література (2009).[1]
- Івано-Франківської обласної премії імені М. Ірчана в номінації література (1989),
- Івано-Франківської обласної премії імені В. Стефаника в номінації художня література (2006).